# Gand-Wevelgem 1985
La Gand-Wevelgem 1985, quarantasettesima edizione della corsa, fu disputata il 10 aprile 1985, su un percorso totale di 262 km. Fu vinta dall'belga Eric Vanderaerden, giunto al traguardo con il tempo di 6h20'00" alla media di 41,957 km/h, precedendo l'australiano Phil Anderson ed il connazionale Rudy Dhaenens.
Presero il via da Gand 176 ciclisti e 90 di essi portarono a termine la gara.

## Ordine d'arrivo (Top 10)
| Pos. | Corridore         | Squadra      | Tempo    |
| ---- | ----------------- | ------------ | -------- |
| 1    | Eric Vanderaerden | Panasonic    | 6h20'00" |
| 2    | Phil Anderson     | Panasonic    | s.t.     |
| 3    | Rudy Dhaenens     | Hitachi      | s.t.     |
| 4    | Francis Castaing  | Peugeot      | s.t.     |
| 5    | William Tackaert  | Fangio       | s.t.     |
| 6    | Jozef Lieckens    | Lotto-Merckx | s.t.     |
| 7    | Sean Kelly        | Skil         | s.t.     |
| 8    | Jacques Hanegraaf | Kwantum      | s.t.     |
| 9    | Fons van Katwijk  | Elro Snacks  | s.t.     |
| 10   | Flip Vandenbrande | Hitachi      | s.t.     |